# Schizopepon
Schizopepon é um género botânico pertencente à família Cucurbitaceae.

## Espécies
| - Schizopepon bicirrhosus - Schizopepon bomiensis - Schizopepon bryoniaefolius - Schizopepon dioicus - Schizopepon fargesii - Schizopepon longipes | - Schizopepon macranthus - Schizopepon monoicus - Schizopepon wardii - Schizopepon wilsonii - Schizopepon xizangensis |

1. ↑  «Schizopepon — World Flora Online». www.worldfloraonline.org. Consultado em 19 de agosto de 2020